# Agua Selva
La reserva ecológica de Agua Selva es un conjunto hidrológico localizado en la zona montañosa del municipio de  Huimanguillo, estado de Tabasco, México, a unos 70 km al sur de la cabecera municipal del mismo nombre, y a 140 km de la ciudad de Villahermosa, capital del estado.

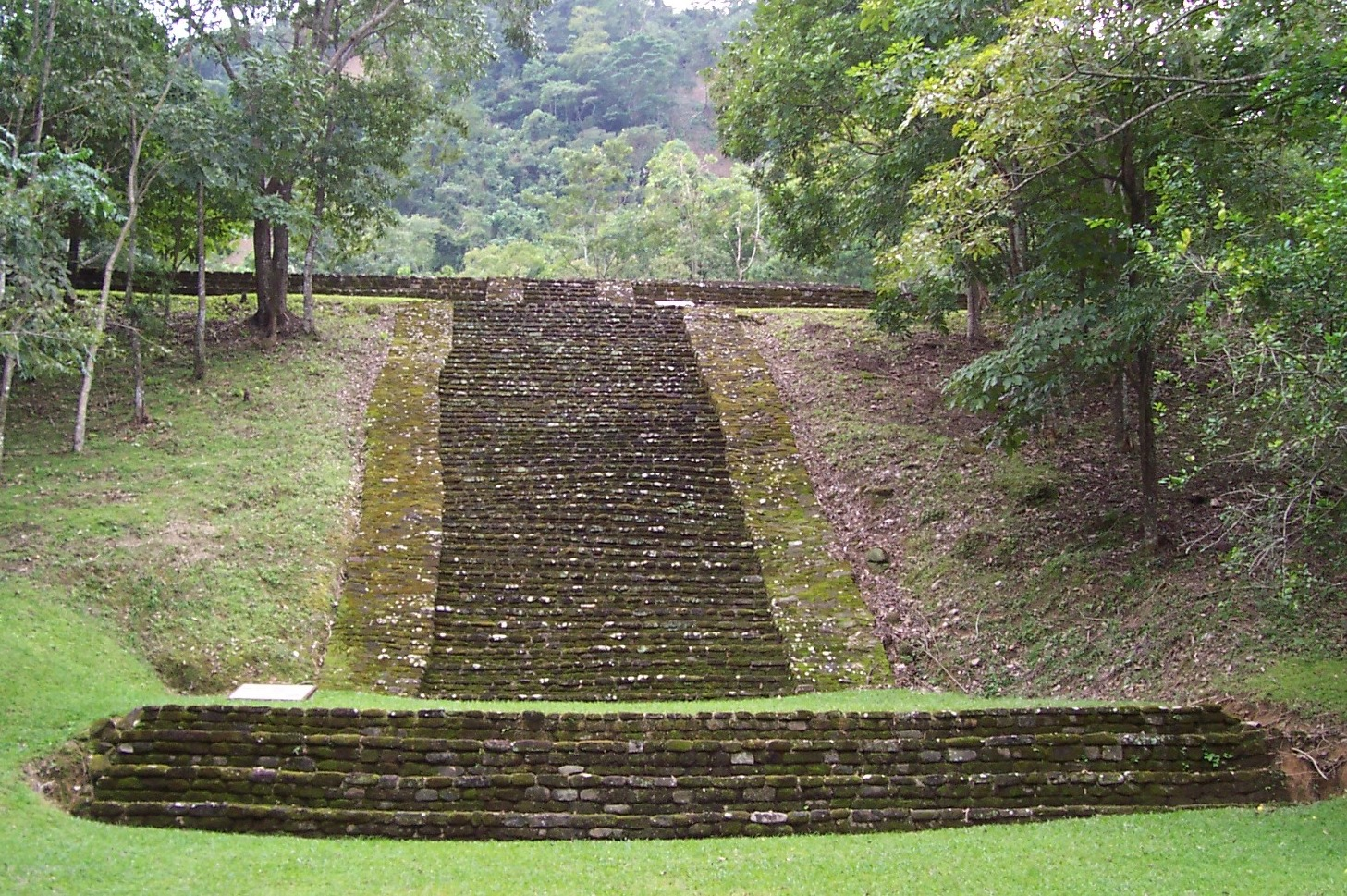
La zona arqueológica de Malpasito, se localiza dentro del parque ecoturístico de Agua Selva.

Esta es una conformación de más de cien cascadas, ríos y abundante vegetación selvática considerada como área de reserva ecológica por la abundante vida silvestre que se distribuye en un área de mil hectáreas aproximadamente. En esta misma zona se encuentran las conformaciones geológicas conocidas como el cerro Mono Pelado que es la elevación máxima de Tabasco, así como los cerros de La Pava y La Copa.

## Características
Agua Selva ofrece impresionantes paisajes conformados por la vegetación de selva siempre verde y la imponente belleza de arroyos y ríos superficiales y subterráneos propiciados por el fracturamiento intenso y por la disolución de las rocas calcáreas, formándose sumideros y grutas, pozas de formación natural y más de 100 cascadas de agua cristalina algunas intermitentes y otras permanentes. Dentro de las cascadas más importantes, figuran: "Las Flores" con más de 125 m de altura, "Velo de Novia" con 100 m de altura y "La Pava" con 55 m de alto. Además hay otras de menor altura como "Tucanes" de casi 50 m y "Zoque" de 35 m.

### Geología
En el área de la reserva se presentan las rocas más antiguas que afloran en el estado de Tabasco, las cuales pertenecen al Cretácico superior. Los suelos de la zona son acrisoles, luvisoles, fluvisoles, y renzinas.

### Clima
El clima predominante en la reserva ecológica es de tipo cálido húmedo con lluvias todo el año, la precipitación media anual fluctúa de 2 214 a 3 247 mm y la temperatura media anual se sitúa entre los 22 a 24 °C. Este tipo de clima, solo se presenta en dos municipios de Tabasco: Teapa y Huimanguillo.

### Hidrología
En la zona de la reserva, existe una gran cantidad de ríos y arroyos. Los ríos más importantes son: Chimalapa, Chin-tul, Playa, Las Flores, Pueblo Viejo y La Pava.

### Orografía
La topografía de la reserva es accidentada, al tratarse de una zona montañosa, ya que se encuentra ubicada en la región conocida como Sierra de Huimanguillo, que representa las últimas estribaciones de la Sierra Madre del Sur, con pendientes de 25 a más de 75%. En la reserva se encuentra el cerro Mono Pelado, que con sus 1 000 m de altura, es la cumbre más elevada del estado, se localizan también cuatro impresionantes formaciones geológicas conocidas como "La Pava" (con 880 m es la tercera elevación más importante de Tabasco), "La Ventana" (560 m), "Las Flores" y "La Copa", y otros de menor altura como "Chintul" y el "Pedregoso", además de innumerables depresiones y hondonadas de la mencionada sierra.

## Biodiversidad

### Flora
La vegetación característica de la reserva es la selva alta perennifolia, la cual se caracteriza por presentar árboles de hasta 45 m de altura, con abundancia de bejucos, lianas, y plantas epífitas como orquídeas y bromelias en el dosel superior. También está presente la selva baja, y la vegetación secundaria o acahual.

## Centros urbanos
Algunas de las comunidades que se encuentran dentro del perímetro de la reserva ecológica Agua Selva son:
- Malpasito
- La Candelaria
- Las Flores
- Villa de Guadalupe
- La Herradura
- Francisco J. Mujica
- Carlos A. Madrazo
- Chimalapa

## Atractivos turísticos

### Cascadas
De las cascadas, sobresale la que tiene por nombre Las Flores, ya que es la más alta de la zona y mide 125 metros, a la mitad de la misma se localiza un árbol abrazando una enorme piedra en conjunto con los agrestes acantilados y la vegetación circundante, paisaje que constituye un importante atractivo natural.
Otras cascadas son las denominadas Velo de Novia (100 m), La Pava (55 m), Las Golondrinas y Los Tucanes (35 m). En las dos últimas, durante la primavera y el verano pueden admirarse variedad de bellas aves. 
Algunas de las cascadas más conocidas que se pueden encontrar aquí son:
- Las Flores
- Velo de novia
- La Pava
- Cola de caballo
- Baño de la reyna
- Cascada del sitio
- Cascada de la candelaria
- Los toboganes
- Las Golondrinas
- Complejo de 3 cascadas llamadas los tucanes

En la zona, además del ecoturismo, se practica: observación de fauna, flora, safari fotográfico, senderismo interpretativo, ciclismo de montaña, rápel, barranquismo, campismo, excursionismo, etnoturismo, ecoarqueología, vivencias místicas o simplemente observar los espléndidos ecosistemas.

### Ecoparque
El ecoparque Agua Selva se localiza en la comunidad de Malpasito, dentro de la reserva ecológica, y consta de una extensión de 36 hectáreas, en las que se pueden encontrar los siguientes servicios turísticos:
- Área para acampar
- Alojamiento
- Servicios de alimentos
- Senderismo
- Rapel en cascada
- Orquidiario
- Palmario
- Servicios de guía
- Recorrido por las diversas cascadas
- Estacionamiento

### Arqueología
La zona pertenece a un proyecto ecoturístico al cual también pertenece la zona arqueológica de Malpasito donde se pueden apreciar vestigios de la cultura maya y zoque. Existen en esta zona arqueológica una serie de 60 petrograbados con diseños geométricos y de animales de carácter simbólico o ritual.

## Servicios turísticos
Turísticamente, los ejidos que ofertan servicios son Villa Guadalupe, a través de dormitorios, comedor, recepción y zona de acampado. De ahí le siguen Francisco J. Mújica, donde encontramos cabañas rústicas y servicios de excursionismo con actividades de cañonismo.